# 天下第一城
39°42′42″N 116°54′06″E / 39.711748°N 116.901761°E
天下第一城，是河北省廊坊市的一個旅游景点，也是一座集旅游和文化為一体的仿明清北京皇城建筑群。1992年10月18日奠基兴建，总投资约20亿元人民币。1998年4月28日正式營運。

## 简介
天下第一城位于河北省廊坊市香河县安平镇经济开发区，总占地面积133.3万平方米，建筑面积38万平方米。全區由一个中心、五大景区、八十八组景观组成。其中老北京商业街、中心体育场、高尔夫球场、圆明园等尤为著名。
天下第一城还有独具特色的开城仪式：每日早晨九点钟，城门关高喊开城，然后扮演皇帝、大臣、太监、宫廷婢女的工作人員罗列出城，再现帝王时代古韵。

## 建筑布局
天下第一城分内城和外城两部分。外围城墙长5公里，是按明清时期北京城规模，在缩短了城墙长度的基础上，按原貌1∶1的比例修建的。内城的中轴线上，坐落着前门商业街，北京老字号同仁堂、全聚德皆有分店。
东部是占地15.6万平方米的圆明园景区。圆明园是原建于北京西的皇家林园，由意大利设计师和清朝能工巧匠完成，完美结合东西方建筑特色，被称为“万园之园”，1860年被英、法联军焚毁，大量珍贵文物被洗劫一空，仅存远瀛观和大水法等几处断壁残垣。在这里按原貌修建了正大光明、九州清宴、平湖秋月、万方安和、上下天光、远瀛观、大水法和万花阵8处景观。
外城城楼22座全部按照现存和历史原貌修建，现今已建成10座，分别是：永定门、安门、右安门、广渠门、广安门、东便门、西便门。遵照了老北京城内九外七建城制度，再加上2座角楼和1座箭楼，由城墙连结成了完整的老北京城风貌。

## 投资方
- 中信国安公司
- 中银集团投资有限公司
- 中国保利集团公司
- 河北省安平经济技术开发区房地产开发总公司